# Ceniceros
Ceniceros es un despoblado situado en la provincia de Burgos, en la comunidad autónoma de Castilla y León (España). Concretamente se encuentra en la comarca de Páramos, en el ayuntamiento de Sargentes de la Lora.

## Situación administrativa
Entidad local menor disuelta en 1974.

## Datos generales
Despoblado totalmente en 1956, abandonado y en ruinas. Situado 9 km al sur de la capital del municipio, Sargentes de la Lora, en el camino –este pueblo nunca llegó a disponer ni de carretera ni de luz eléctrica– que comunica San Andrés de Montearados con Hoyos del Tozo. En el Espacio Natural de las Hoces del Alto Ebro y Rudrón, bañado por el río Rudrón, aguas arriba de Moradillo del Castillo y situado sobre un precipicio, al borde de una profunda garganta que se abre hacia dicho río, los 200 m de desnivel dificultaban la recogida de agua, transitando los vecinos por una ladera de increíble pendiente frecuentemente helada.
El nombre proviene de la fabricación de ceniza para blanqueo de ropa y aperos de labranza, aunque también puede provenir de la operación de cerner propia de las labores molineras. Así en el Becerro de las Behetrías de Castilla figura como Serniceros.

## Historia
En el siglo XI aparece documentalmente como lugar perteneciente a la catedral de Burgos.
Formaba parte del Valle de Sedano en el Partido de Burgos, uno de los catorce que formaban la Intendencia de Burgos, durante el periodo comprendido entre 1785 y 1833, en el Censo de Floridablanca de 1787, jurisdicción de señorío siendo su titular el Marqués de Aguilar, alcalde pedáneo. Contaba entonces con 8 habitantes, todos nobles. En 1940 contaba con 17.

CENICEROS: l. con un alc. ped. para su gobierno interior en la prov., dióc., aud. terr. y c. g. de Burgos (8 leg.), part. jud. de Sedano (3 1/4): SIT. en llano, con buena ventilación y CLIMA saludable. Tiene 4 CASAS y una igl. parr. dedicada a San Pedro y servida por un cura párroco. El TERRENO es de buena calidad; comprende un monte robledal con excelentes pastos y produce trigo, cebada, avena y legumbres; cría ganado lanar, vacuno, cabrío y de cerda y caza de muchas perdices. Sus hab. se dedican a la fabricación de aperos de labor que venden en tierra de Burgos, a la agricultura, y al tráfico de ceniza para el blanqueo, PORL.: 2 vec, 7 alm. CAP. PROD.: 45,000 rs. IMP.: 4,204 rs. CONTR.: 129 rs. 23 mrs. 
Diccionario geográfico-estadístico de España y sus posesiones de Ultramar, Pascual Madoz. Madrid, 1845

## Causas de la despoblación

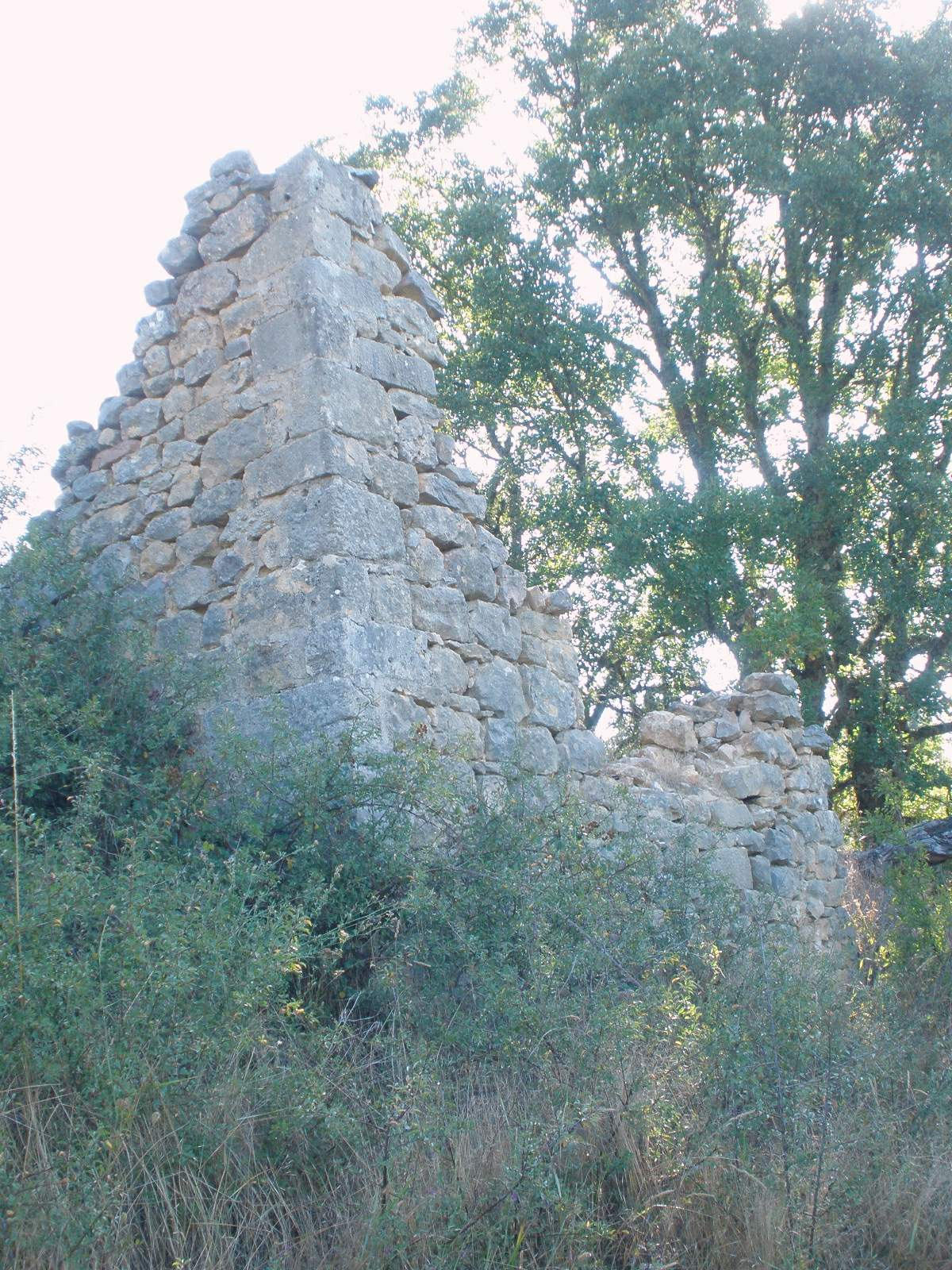
Una de las dos estructuras que, prácticamente desaparecidas, aún pueden verse en pie en Ceniceros. El lienzo derruido de sillares corresponde probablemente a la antigua iglesia del pueblo (imagen tomada en agosto de 2019).

La gente abandonó el pueblo debido a la poca población, el no tener electricidad alguna y el tener que traer el agua de una garganta 200 metros más abajo en sus profundidades, ya que en el pueblo no podían disponer de ella. Actualmente el pueblo está lleno de zarzas, de maleza y prácticamente pasa desapercibido debido a su estado de ruinas y sus muros caídos, que se ocultan entre la vegetación.

## Últimos pobladores
La última familia residente en el abandonado pueblo, fue creada por el que de profesión principal decidió ser la de zapatero y por el resto de su vida reparar el calzado de todo aquel que se lo pedía, además de haber sido un gran aficionado al juego de bolos, persona que con defectos y virtudes, estaba muy adelantado a su época. Un hombre amante de la lectura y las últimas tecnologías, las pocas de aquellos tiempos. 
Estoy hablando de Ciriaco Herrero Cuasante (Nacido y fallecido en Ceniceros 1.891-1954, de padres Manuel y Victoria) y su mujer Matilde Vicario Manjón (Nacida en San Andrés de Montearados y Fallecida en Barakaldo - Bizkaia, de padres Sixto y Sabina) La cual tuvo 13 hijos, los cuales se criaron 10, que con la muerte del marido y padre, se fueron asentando en diferentes destinos. Que por orden de nacimiento en el mismo Ceniceros fueron:
```
Darío (Burgos - capital)
Aurora (Portugalete)
Esther (Barakaldo)
Luisa (Barakaldo)
Julio (Bilbao - Deusto)
Felisa (Barrio Panizares)
Jesús (Barakaldo)
Avelino (Burgos - capital)
```

```
Antonia (Barakaldo)
```

El último en abandonar el pueblo mencionado fue, Jesús Herrero Vicario. Que se trasladó al futuro metalúrgico de Barakaldo por los Altos hornos de Vizcaya, así como casi todo el resto de los hermanos/as. Que encontrarían más futuro y prosperidad en ese nuevo destino.

En casas y corrales en el lugar ya no queda gran cosa. Puesto que gran parte de las piedras y escudos, así como las tejas. Fueron vendidas a otros pueblos, lo mismo que las dos campanas de la iglesia, que primeramente fueron sustraídas por el antiguo párroco y luego de manera muy vehemente fueron reclamadas por la que sería una gran defensora de esos bienes. Dª Matilde Vicario Manjón. El suceso fue de tal magnitud que tuvo que mediar la Benemérita, dando la razón a la residente del pueblo. Las campanas, acabaron siendo reinstaladas en su ubicación, con peor fortuna, ya que desde el día de su segunda colocación. No tenían posibilidad de ser volteadas, por los daños realizados por la manipulación. Durarían cerca de tres años más, tras esos años y con la marcha de los últimos vecinos, fueron donadas a la iglesia del Capiscol de Burgos por la propia Matilde Vicario. Y las imágenes enviadas a Villadiego, también por deseo personal de Dª Matilde.
Las últimas bodas realizadas en Ceniceros por el cura de San Andrés/Valdeajos fueron por orden de ritual:
```
Esther herrero con Constancio Peña.
Aurora Herrero con Teodoro García.
Luisa Herrero con Máximo Vicario.
Felisa Herrero con Eloy Peña.
```

De todos los hermanos la última en celebrar el enlace sería. Antonia Herrero, contrayendo matrimonio con Vicente Manjón (Isidoro) en Sargentes de la lora, el 9 de diciembre de 1962
Siendo muy sonadas las canciones picaronas y gamberras que durante todo el enlace sonaron, antes y después de la boda por los mozos, amigos del novio y la novia. Aun ahora siguen hablando de ello los Sargentanos, por lo extraordinario del momento..  Nunca se había hecho, ni se volvió a repetir.
Actualización   IV-2020

## Arquitectura popular
- Molino de Rasgabragas en el Rudrón, donde los vecinos bajaban a jugar a los bolos, hoy desaparecido pasto de las llamas.

- Ruinas de la iglesia parroquial de San Pedro y de las siete casas, algunas blasonadas, de las cuales se destaca el escudo de los Manjón.